# Амон-Тано, Марсель
Марсель Амон-Тано — ивуарийский политик. Занимал пост министра иностранных дел Кот-д'Ивуара с 25 ноября 2016 года по 19 марта 2020 года при президенте Алассане Уаттаре.

## Биография
Родился 25 ноября 1951 года в Абиджане. Изучал социологию в Университете Парижа VIII, а также в Национальном университете Кот-д'Ивуара.
Начал работать во Франции в качестве научного сотрудника в Институте научных, экономических и коммерческих исследований. После этого французского опыта на несколько месяцев стал генеральным секретарём мэрии Кокоди, элитный район департамента Абиджан. С 1991 по 1995 год был генеральным секретарем Демократической партии Кот-д'Ивуара.
Помимо своей политической карьеры, Марсель Амон-Тано также занимался бизнесом. Он был управляющим директором парижской швейной компании, затем компании по импорту и экспорту сельскохозяйственной продукции, а также директором агропромышленной компании. С 2001 года он полностью посвящал себя выполнению своей роли государственного служащего, был министром туризма (2003—2005 года) и начальником штаба президента (2010—2012 года).
В ноябре 2016 года президент Уаттара уволил министра иностранных дел Альберта Туикюссе Мабри и назначил Амона-Тано временным министром иностранных дел. Два месяца спустя Уаттара сохранил Амона-Тано в качестве своего постоянного министра иностранных дел в рамках перестановок в кабинете министров в январе 2017 года.
Ушёл в отставку 19 марта 2020 года.